# Fortunearia sinensis
Fortunearia sinensis är en trollhasselart som beskrevs av Alfred Rehder och E.H. Wilson. Fortunearia sinensis ingår i släktet Fortunearia och familjen trollhasselfamiljen. Inga underarter finns listade i Catalogue of Life.